# Bazoncourt
Bazoncourt é uma comuna francesa na região administrativa de Grande Leste, no departamento de Mosela. Estende-se por uma área de 13,21 km². Em 2010 a comuna tinha 541 habitantes (densidade: 41 hab./km²).